# Vertical Sync
Vertical sync, "V-sync" eller "Vertical synchronization" är en teknik som till exempel datorspel kan använda för att undvika att delar av bilden från föregående bildruta kommer med. Tekniken är främst riktad till äldre skärmar, som CRT-skärmar.
När V-sync är aktiverad uppdateras alltså inte bildskärmen förrän hela bildrutan är färdigritad. Detta ger ofta en lägre fps men i gengäld undviker man felaktiga bildrutor.